# Ayano Egami
Ayano Egami (jap. 江上 綾乃, Egami Ayano; * 1. April 1980 in der Präfektur Kyōto) ist eine ehemalige japanische Synchronschwimmerin.

## Erfolge
Ayano Egami gehörte im Jahr 2000 in Sydney bei den Olympischen Spielen zum japanischen Aufgebot im Mannschaftswettkampf. Zusammen mit Miho Takeda, Miya Tachibana, Yūko Yoneda, Raika Fujii, Yōko Isoda, Rei Jimbo, Juri Tatsumi und Yōko Yoneda, die neben Egami zum Aufgebot Japans gehörten, schloss sie den Wettbewerb mit 98,860 Punkten auf dem zweiten Platz ab. Die Japanerinnen mussten sich lediglich der russischen Mannschaft mit 99,146 Punkten geschlagen geben und gewannen vor den drittplatzierten Kanadierinnen mit 97,357 Punkten die Silbermedaille. Die Spiele waren Egamis einziger bedeutender internationaler Wettkampf. Sie ging während ihrer Laufbahn für die Ritsumeikan-Universität an den Start, wo sie auch studierte.